# Georg von Schlieben (General)

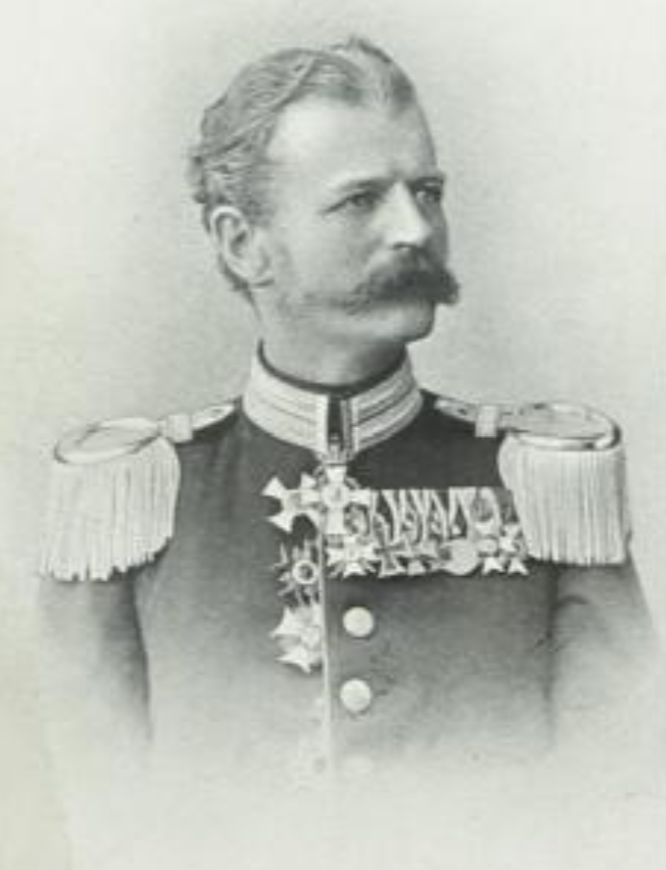
Georg von Schlieben

Georg Aurel Eugen von Schlieben (* 9. Oktober 1843 in Waldheim; † 15. Juli 1906 in Dresden) war ein sächsischer Generalleutnant sowie Militärbevollmächtigter für das Königreich Sachsen in Berlin und Bevollmächtigter zum Bundesrat des Deutschen Reichs.

## Leben

### Familie

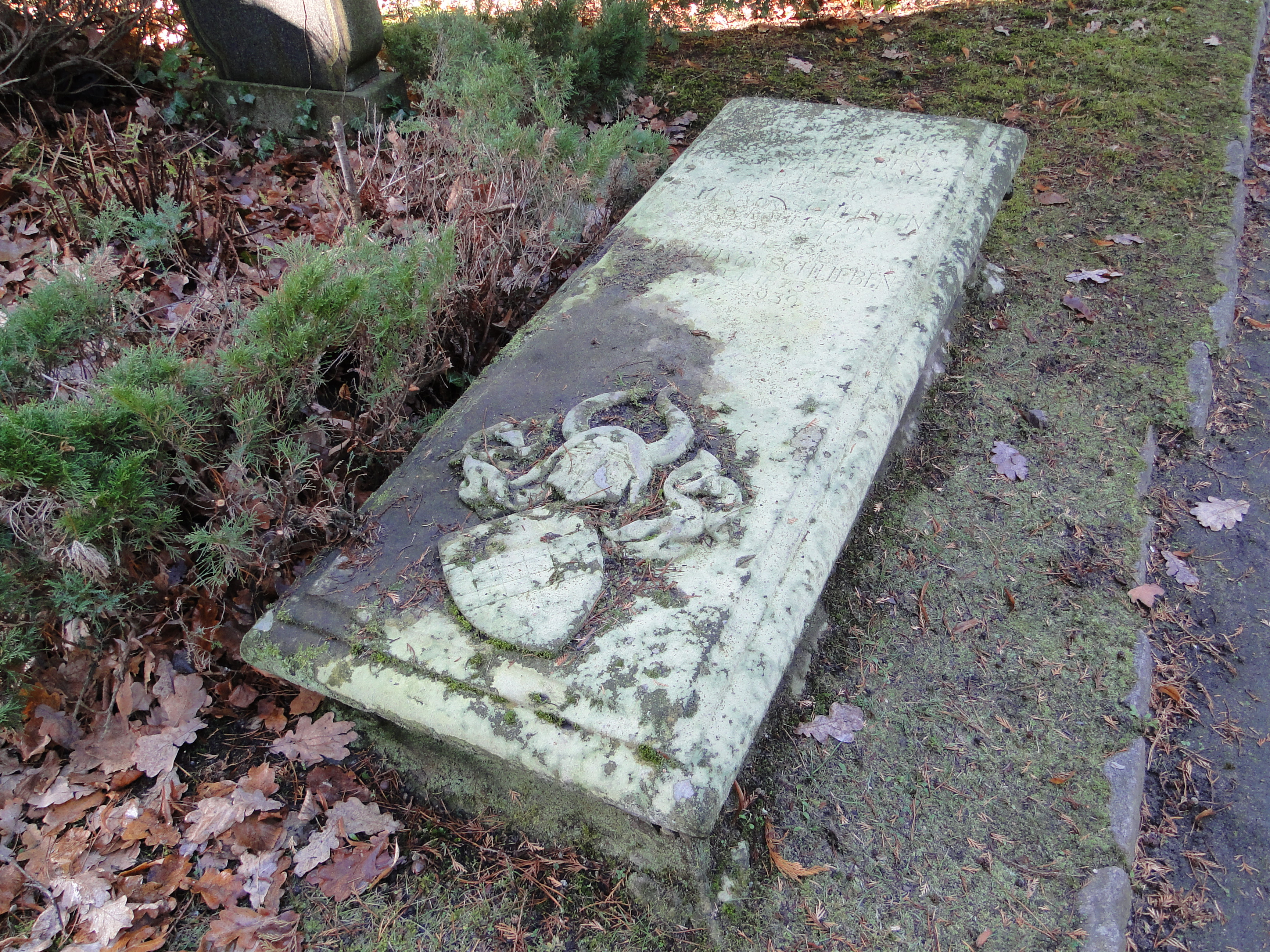
Georg von Schliebens Grab auf dem Johannisfriedhof in Dresden

Schlieben entstammt dem Ast Oderin der Linie Zagelsdorf des Lausitzer Adelsgeschlechts von Schlieben. Seine Eltern waren der sächsische Geheime Rat Aurel Martin Emanuel von Schlieben (* 1. Dezember 1813; † 18. Dezember 1877) und dessen Ehefrau Hedwig Franziska Kortemeyer (* 2. Mai 1812; † 3. Juni 1895).
Schlieben heiratete am 22. September 1868 die schottische Adelige Emily Robertson (* 10. März 1846 in Hamburg). Aus der Ehe entstammt als einziges Kind die Dichterin Gertrud von Schlieben (* 20. Januar 1873).

### Militärkarriere
Nach dem Besuch der Artillerieschule Dresden ab 1859 trat Schlieben im Jahr 1863 in die Sächsische Armee ein und nahm als Leutnant an den 1866 am Krieg gegen Preußen und 1870/71 am Krieg gegen Frankreich teil. 1867 zum Premierleutnant im Feld-Artillerie-Regiment befördert wurde er zur Kriegsakademie in Berlin kommandiert und absolvierte dort den dreijährigen Kursus. 1873 wurde er in den Generalstab und 1878 als Abteilungschef in das sächsische Kriegsministerium versetzt und zum Major befördert. Als Nachfolger von Paul von der Planitz, der nach Dresden zurückbeordert wurde, übernahm er schließlich am 12. Juli 1883 das Amt des Militärbevollmächtigten in Berlin sowie des Bevollmächtigten zum Bundesrat für das Königreich Sachsen. In dieser Funktion stieg er 1887 zum Oberstleutnant auf und wurde 1889 Oberst. Nachdem Schlieben im Herbst 1892 Generalmajor geworden war, übernahm der bereits als Vertreter eingesetzte Oberstleutnant Paul Vitzthum von Eckstädt ab 24. März 1893 die Dienstgeschäfte. Schlieben kehrte nach Dresden zurück und wurde Kommandeur des 1. Feldartillerie-Brigade Nr. 12, bis er schließlich als Generalleutnant am 31. März 1897 zur Disposition gestellt wurde.
Er verstarb 1906 in Dresden und wurde auf dem Johannisfriedhof beigesetzt.

## Ehrungen
- Ritterkreuz I. Klasse des Verdienstordens[4]
- Komtur I. Klasse des Albrechts-Ordens[4]
- Eisernes Kreuz (1870) II. Klasse[4]
- Stern zum Roten Adlerorden II. Klasse[4]
- Stern zum Kronenorden II. Klasse[4]
- Offizierskreuz des Bayerischen Militärverdienstordens[4]
- Komturkreuz II. Klasse des Friedrichs-Ordens[4]
- Ehrenkreuz II. Klasse des Lippischen Hausordens[4]
- Großkreuz des Franz-Joseph-Ordens[4]